# Списак астероида (4000—4499)
Овдје је наведен списак астероида под редним бројевима од 4000—4499. Имена су дата у облику на који се наилази у страној стручној литератури. Одговарајуће транскрипције имена на српски језик се налазе (или ће се налазити) у чланцима о специфичним астероидима.

## Списак астероида (4000—4499)
|  |  |  |  |  |